# 2022年10月中国大陆

## 10月1日
- 天安門廣場舉行2022年國慶升旗儀式，迎接中華人民共和國成立73週年。[1]
- 货拉拉案司机发表声明，要求《底线》停播，称其“颠倒是非”。[2]

## 10月8日
- 中华人民共和国外交部发言人毛宁在例行记者会上回应世界首富埃隆·马斯克为避免台海战事，建议设置台湾特别行政区的提议。她表示“台湾问题是中国的内政”，中华人民共和国政府“将继续坚持‘和平统一、一国两制’的基本方针，以最大诚意尽最大努力实现两岸和平统一”[3]。

## 10月9日
- 9日上午（世界时，美東時間8日下午晚些时候[4]），中华人民共和国驻美国大使秦刚在推特上对埃隆·马斯克设置台湾特别行政区的提议表示感谢[5]。

- 中华人民共和国外交部例行记者会上，发言人毛宁再度回应埃隆·马斯克设置台湾特别行政区提议在台海兩岸引发舆论风波的问题。她说“在确保国家主权、安全、发展利益的前提下，台湾可以作为特别行政区实行高度自治，台湾同胞的社会制度和生活方式等将得到充分尊重，台湾同胞的合法权益将得到充分保障。中国的统一，不会损害任何国家的正当利益，只会给各国带来更多发展机遇，给亚太地区和世界繁荣注入更多正能量。我们希望并乐意看到越来越多的人士理解和支持“和平统一、一国两制”。[6]”

## 10月13日
- 中共二十大召開前夕，有人在北京四通桥上拉出白底红字横幅“不要核酸要吃饭，不要封控要自由，不要谎言要尊严，不要文革要改革，不要领袖要选票，不做奴才做公民”，反对清零政策和要求政治改革，以及“罢课罢工罢免独裁国贼习近平”，并用播音设备播放“罢课罢工罢免独裁国贼习近平，要吃饭要自由要选票”[7]。

## 10月16日
- 中国共产党第二十次全国代表大会在北京开幕，中共中央总书记习近平代表第十九届中央委员会向大会作报告[8]。
- 居英港人組織“捍卫港人阵线”在中国驻英国曼彻斯特总领事馆外示威抗議二十人大，館內人员稱因示威者侮辱习近平與示威者發生肢體衝突[9]。

## 10月22日
- 中国共产党第二十次全国代表大会闭幕，大会通过《中国共产党章程修正案》，选举第二十届中央委员会委员和第二十届中央纪律检查委员会委员。第十九届中央政治局常委中，李克强、栗战书、汪洋、韩正退出新一届中央委员会，习近平、王沪宁、赵乐际继续留任[10]。
- 中共二十大閉幕式中途，中共中央總書記習近平示意工作人員將身為二十大會議主席團常委的前總書記胡錦濤帶離會場，事件經外國傳媒廣泛報道後迅速成為國際報道的焦點[11][12]。

## 10月23日
- 习近平在中共二十届一中全会上再次连任中共中央总书记和中共中央军委主席，开启毛泽东去世以来以来史无前例的第三任期[13]。曾经受到胡锦涛栽培的团派明日之星、原中央政治局委员胡春华意外落选[14]。

## 10月29日
- 南京金盛百货商场火灾发生火灾，灾情复杂，未发现人员伤亡。[15]